# Rudolf von Kehler
Rudolf Carl Hermann Arthur von Kehler (* 18. Januar 1827 in Erfurt; † 19. Mai 1919 in Berlin-Charlottenburg) war Jurist, preußischer Beamter und Mitglied des Reichstags des Norddeutschen Bundes.

## Leben
Er entstammte einem schlesischen Adelsgeschlecht und war der vierte Sohn des preußischen Generalmajors Karl von Kehler (1769–1847) und dessen zweiter Ehefrau Wilhelmine, geborene Gräfin von Schwerin (1787–1843).
Kehler war ab 1847 im Zivilstaatsdienst. Dazwischen diente er 1850/51 als Offizier im 17. Infanterie-Regiment der Preußischen Armee. Von 1856 bis 1859 war Kehler Kreisrichter in Regenwalde und von 1859 bis 1861 juristischer Hilfsarbeiter im Ministerium des Innern. Von 1861 bis 1868 war er Landrat des Kreises Chodziesen und 1862 Abgeordneter im Preußischen Landtag für Naugard-Regenwalde (Fraktion Grabow). 1867 war er Mitglied des Reichstags des Norddeutschen Bundes für den Wahlkreis Bromberg 1 (Czarnikau, Chodziesen). Im Reichstag gehörte er der Fraktion des Altliberalen Zentrums an.
Am 23. August 1868 wurde er zum Regierungsrat im Regierungsbezirk Marienwerder ernannt. Dort war er bis 1893 königlich preußischer Verwaltungsgerichtsdirektor. Für seine Leistungen hatte Kehler den Roten Adlerorden II. Klasse erhalten.
Er starb 1919 als preußischer Verwaltungsgerichtsdirektor a. D. und Major a. D. der Landwehr.

## Familie
Kehler heiratete am 6. November 1856 in Berlin Luise Freiin von Cramer (1829–1909), die Tochter des großherzoglich hessischen Oberstleutnants Gottlob Freiherr von Cramer und der Karoline von Bassewitz. Das Ehepaar hatte mehrere Kinder:
- Rudolf (*/† 1857)
- Wilhelmine (1859–1875)
- Marie (1861–1921)
- Anna (* 1862) ⚭ 1882 Franz Rotzoll (1850–1927)
- Luise (* 24. Juli 1863), Kunstmalerin
- Friedrich (1864–1865)
- Richard (1866–1943), deutschen Luftfahrtpionier ⚭ 1899 Susanna (* 1879)
- Johannes (1868–1915), preußischer Hauptmann ⚭ 1900 Elisita Gall (* 1876)
- Karoline (* 1870)